# ブラッド・ギルバート
ブラッド・ギルバート（Brad Gilbert, 1961年8月9日 - ）は、アメリカ・カリフォルニア州オークランド出身の元男子プロテニス選手。1980年代後半から1990年代前半にかけて、アメリカを代表する男子選手の1人として活動し、ATPツアーでシングルス20勝、ダブルス3勝を挙げた。自己最高ランキングはシングルス4位、ダブルス18位。アンドレ・アガシなど、著名なトッププロ選手たちのコーチとしても有名である。
1982年にプロ入りし、同年11月の台湾・台北市の大会でツアー初優勝を果たす。1983年の全仏オープンで4大大会にデビューし、続くウィンブルドンでいきなりジョン・マッケンローとの3回戦に勝ち進んだ。ギルバートは男子ツアーで1984年に年間2勝、1985年に3勝を獲得し、着実に地歩を固めていく。1985年10月のイスラエル・テルアビブ大会で初めての単複2冠を獲得した時は、シングルス決勝では地元イスラエルのアモス・マンスドルフを破って優勝し、ダブルスでは往年の名選手イリ・ナスターゼとペアを組み、初めてのダブルス優勝を飾った。1986年にはツアーで年間4勝を挙げ、男子テニス国別対抗戦・デビスカップのアメリカ代表にも初選出された。1987年は全米オープンで初めてのベスト8進出があった。ギルバートは4回戦でボリス・ベッカーを破った後、続く準々決勝でジミー・コナーズに 6-4, 3-6, 4-6, 0-6 で敗れた。
1988年1月から3月にかけて、ギルバートは足首故障のため一時的に戦線を離れた。プロ入り年の1982年に起こした捻挫による靭帯損傷や、左足首腱の組織に蓄積した傷跡が、レントゲン検査で明らかになったという。この年、ギルバートはソウル五輪の男子シングルスで銅メダルを獲得した。オリンピックのテニス競技に「プロテニス選手」の参加が認められたことにより、このソウル大会からオリンピック競技としてのテニスが復活し、ギルバートはアメリカ代表選手として参加した。彼は準決勝で同じアメリカ代表のティム・メイヨットに 4-6, 4-6, 3-6 のストレートで敗れたが、この大会では準決勝敗退選手2名による「銅メダル決定戦」がなかったため、ブラッド・ギルバートとステファン・エドベリの2人が銅メダリストになった。
1989年のギルバートはツアーで最も好調なシーズンを送り、8大会で決勝に進出し、うち5大会で優勝した。7月末から8月第2週にかけて、全米オープン前哨戦で3週連続優勝もあった。1990年1月1日付で、ブラッド・ギルバートは世界ランキングで自己最高の「4位」をマークする。1990年ウィンブルドンで、ギルバートは1987年全米オープン以来となる4大大会ベスト8に入った。4回戦ではアメリカの新鋭デビッド・ウィートンと 6-7, 3-6, 6-1, 6-4, 13-11 の熱戦を繰り広げたが（最終第5セットは24ゲーム）、準々決勝では第2シードのボリス・ベッカーに 4-6, 4-6, 1-6 のストレートで完敗した。結局、ギルバートは4大大会シングルスでは2度のベスト8進出に終わり、準決勝以上に勝ち進むことができなかった。1990年に獲得した3勝を最後に、ギルバートは男子ツアーの優勝から見放され、1991年以後は7大会の準優勝で止まってしまう。デビスカップでは1993年までアメリカ代表選手を務めたが、彼が起用された試合はすべてシングルス戦（通算10勝5敗）であった。
ギルバートはプロ入りした1982年から、「ジャパン・オープン」や「セイコー・スーパー・テニス」で毎年のように日本を訪れていた。セイコー・スーパー・テニスでは1983年にイワン・レンドルとの準決勝に進出し、ジャパン・オープンでは1993年にピート・サンプラスに敗れた準優勝がある。現役生活で最後の来日となった1994年のジャパン・オープンでも、ボリス・ベッカーとの準々決勝まで勝ち進んだ。
ブラッド・ギルバートは自らがまだ現役選手だった1994年から、アンドレ・アガシのコーチに就任した。ギルバートに師事し始めた年、アガシは全米オープンで初優勝を飾り、1995年に初めて世界ランキング1位になる。ギルバートはアガシのコーチに専念するため、1995年3月の「リプトン国際選手権」1回戦敗退を最後に、自らのシングルス経歴に終止符を打った。その後、アガシのテニス経歴には大きな起伏があったが、その間ずっと彼を支え続けたのがギルバートだった。2002年初頭にアガシとのコーチ契約を解消した後は、アンディ・ロディックやアンディ・マリーを教えたこともある。2011年から、錦織圭のトラベリング・コーチに就任し、15トーナメントに同行する。
ブラッド・ギルバートには2冊の著書もあり、1994年に出版した『Winning Ugly: Mental Warfare in Tennis』（格好悪く勝つ－テニスにおける精神的な戦い）という本はベストセラーになった。2005年には、2冊目の著書となる『I've Got Your Back』を出版した。